# Геварт, Ким
Ким Геварт (фр. Kim Gevaert, 5 августа, 1978 года, Лёвен, Бельгия) — бельгийская бегунья на короткие дистанции. Чемпионка летних Олимпийских игр 2008 года в эстафете 4*100 метров и бронзовый призёр чемпионата мира 2007 года в эстафете 4*100 метров.
Родилась в Лёвене. Одна из 4 детей в семье. В детстве занималась музыкой и гимнастикой. В 15 лет её старший брат Марлон предложил ей заниматься лёгкой атлетикой. После года тренировок показала результат 12,65 на дистанции 100 метров. Впервые на международных соревнованиях выступила в 1999 году на чемпионате мира в Севилье. Выступала на дистанциях 100 и 200 метров, но не смогла пройти дальше четвертьфинала. На мировом первенстве в Париже бежала дистанции 100 и 200 метров, на которых не достигла существенных результатов. Победительница международных соревнований Indoor Flanders Meeting 2000 года на 60 метров. 11 раз выигрывала чемпионат Бельгии в беге на короткие дистанции (100 и 200 метров). Приняла участие на Олимпийских играх 2004 года, на которых в беге на 200 метров заняла 6-е место с результатом 22,84, а также выступала на дистанции 100 метров и в эстафете 4×100 метров, но ничего серьёзного не добилась. Обладает рекордами Бельгии на дистанциях 60, 100 и 200 метров.
Завершила спортивную карьеру в 2008 году. В 2009 году стала кавалером Большого креста.

## Достижения
| Год  | Соревнование                 | Город     | Дисциплина | Место | Примечание                  |
| ---- | ---------------------------- | --------- | ---------- | ----- | --------------------------- |
| 2002 | Чемпионат Европы в помещении | Вена      | 60 метров  | 1-е   |                             |
| 2002 | Чемпионат Европы             | Мюнхен    | 100 метров | 2-е   |                             |
| 2002 | Чемпионат Европы             | Мюнхен    | 200 метров | 2-е   |                             |
| 2003 | Легкоатлетический финал      | Монако    | 200 метров | 5-е   |                             |
| 2004 | Чемпионат мира в помещении   | Будапешт  | 60 метров  | 2-е   | национальный рекорд — 7,12  |
| 2005 | Чемпионат Европы в помещении | Мадрид    | 60 метров  | 1-е   |                             |
| 2006 | Чемпионат мира в помещении   | Москва    | 60 метров  | 3-е   | национальный рекорд — 7,11  |
| 2006 | Чемпионат Европы             | Гётеборг  | 100 метров | 1-е   |                             |
| 2006 | Чемпионат Европы             | Гётеборг  | 200 метров | 1-е   |                             |
| 2007 | Чемпионат Европы в помещении | Бирмингем | 60 метров  | 1-е   | национальный рекорд 7,10    |
| 2007 | Чемпионат мира               | Осака     | 100 метров | 5-е   |                             |
| 2007 | Чемпионат мира               | Осака     | 4×100 м    | 3-е   | национальный рекорд — 42,75 |
| 2008 | Олимпийские игры             | Пекин     | 4×100 м    | 1-е   | национальный рекорд — 42,54 |
| 2008 | Мемориал Ван-Дамма           | Брюссель  | 100 метров | 1-е   |                             |